# Euro Hockey Tour 2021/2022
Euro Hockey Tour 2021/2022 26. edycja turnieju Euro Hockey Tour. 
Rozgrywki rozpoczęły się 10 listopada 2021 turniejem Karjala Cup, a zakończą się 8 maja 2022 turniejem Beijer Hockey Games.

## Turnieje

### Karjala Cup
Mecze turnieju o Puchar Karjala odbyły się od 10 do 14 listopada 2021 roku. Turniej zorganizowano w fińskich Helsinkach, zaś jeden mecz rozegrano w szwedzkim Linköping (spotkanie pomiędzy Czechami i Szwecją).

### Channel One Cup
Mecze turnieju o Puchar Pierwszego Programu odbędą się od 16 do 19 grudnia 2021 roku. Turniej zorganizowano w rosyjskiej Moskwie.

### Carlson Hockey Games
Mecze turnieju Carlson Hockey Games odbędą się od 28 kwietnia do 1 maja 2022 roku. Turniej zorganizowano w czeskiej Pradze.

### Beijer Hockey Games
Mecze turnieju Beijer Hockey Games odbędą się od 5 do 8 maja 2022 roku. Turniej zorganizowano w szwedzkim Malmö.